# Núi Vineuo
Núi Vineuo, hay còn gọi là Núi Oiautukekea, là một ngọn núi trên Đảo Goodenough, Papua New Guinea. Ngọn núi này cao 2.536 mét (8.320 ft) trên mực nước biển. Núi Vineuo là điểm cao nhất của Quần đảo D'Entrecasteaux.

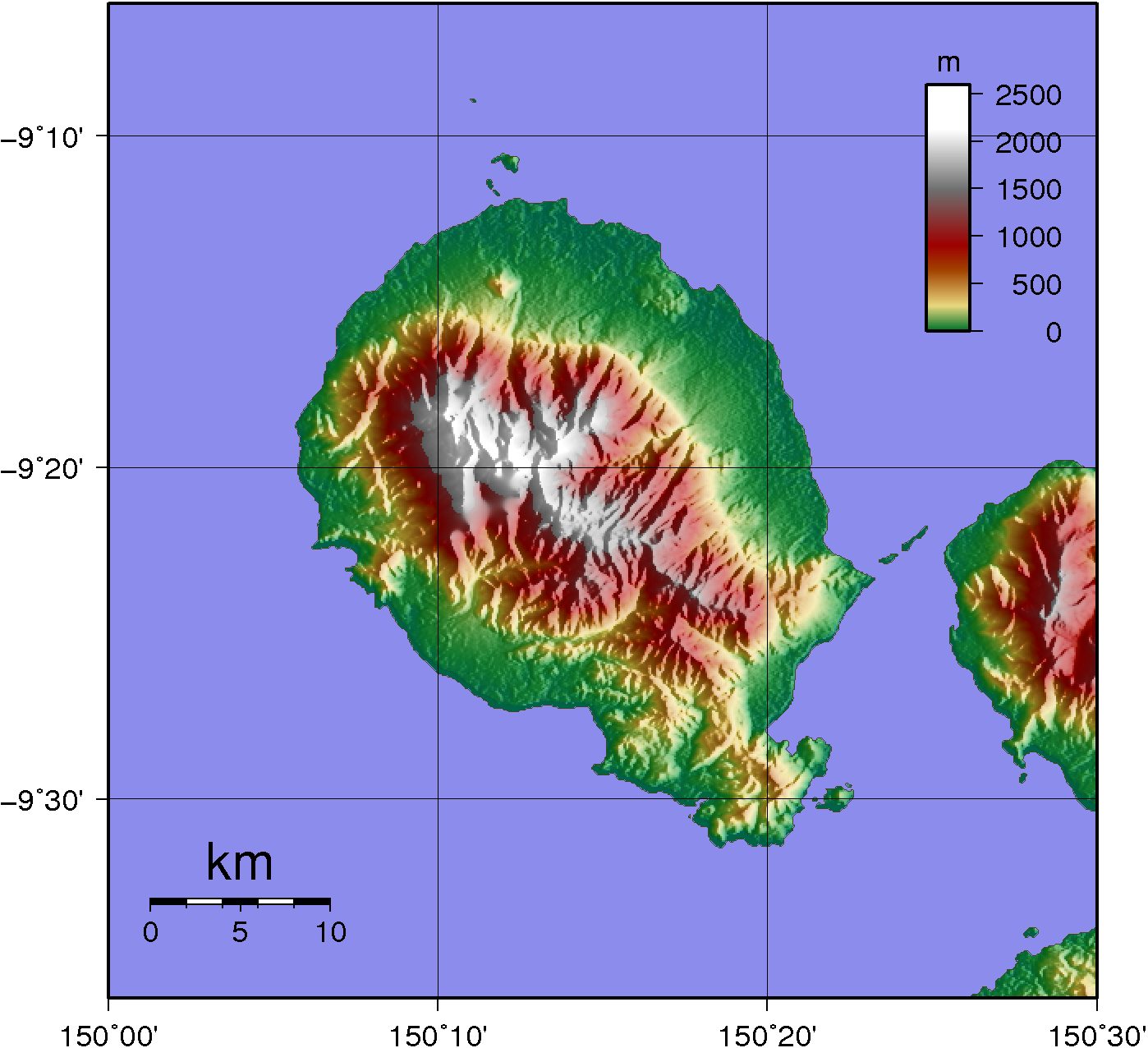
Mt. Vineuo represented on a Goodenough Island topography map.